# كامبي (أرتا)
كامبي (Καμπή) هي مدينة في أرتا في مقاطعة كينتريكي إلادا في اليونان.
يبلغ عدد سكانها حوالي 930 نسمة.